# District de Wanzhou
Le district de Wanzhou (万州区 ; pinyin : Wànzhōu Qū), anciennement Wanxian, est une subdivision de la municipalité de Chongqing en Chine.
Wanzhou constitue le centre économique, culturel et commercial de la zone du barrage des Trois Gorges. Une partie importante de sa population est issue des régions devant être inondées lors de la mise en eau de ce barrage.

## Géographie
Sa superficie est de 3 457 km², et son altitude est comprise entre 106 et 1 762 m..

## Démographie
La population du district était de 1 697 000 habitants en 2004.

## Religion
Wanzhou est le siège du diocèse catholique de Wanzhou.

### Sources
- Géographie : (zh) Page descriptive (Phoer.net)
- (en) Codes téléphoniques et postaux de Chine